# Gleby litogeniczne
Gleby litogeniczne – gleby, na których budowę, właściwości i ewolucję dominujący wpływ ma skała macierzysta, z której powstały. 
Gleby litogeniczne jest to jeden z działów gleb - nadrzędnych jednostek systematycznych w IV wydaniu systematyki gleb Polski z 1989 r., które obowiązywało do 2011 r. Działy gleb obejmują różne gleby, na których powstanie miał dominujący wpływ jeden z czynników glebotwórczych. 
Dział gleb litogenicznych dzieli się na dwa rzędy gleb i na siedem typów:

Dział I Gleby litogeniczne:
- Rząd IA. Gleby mineralne bezwęglanowe słabo wykształcone
  - Typ IA1. Gleby inicjalne skaliste (litosole)
  - Typ IA2. Gleby inicjalne luźne (regosole)
  - Typ IA3. Gleby inicjalne ilaste (pelosole)
  - Typ IA4. Gleby bezwęglanowe słabo wykształcone ze skał masywnych (rankery)
  - Typ IA5. Gleby słabo wykształcone ze skał luźnych (arenosole)
- Rząd IB. gleby wapniowcowe o różnym stopniu rozwoju
  - Typ IB1. Rędziny
  - Typ IB2. Pararędziny

Dział gleby litogeniczne nie występuje ani we wcześniejszych, ani w późniejszym wydaniu systematyki gleb Polski. 
Gleby litogeniczne zazwyczaj mają budowę profilu A-C, gdzie A jest to poziom próchniczny, C jest to skała macierzysta. Możliwe jest występowanie cienkiego, słabo wykształconego poziomu brunatnienia lub eluwialnego na granicy pomiędzy poziomem próchnicznym i skałą macierzystą. Do tego działu należą gleby, w których takie cechy jak skład mineralny, skład chemiczny i uziarnienie wynikają wprost z właściwości skały macierzystej i wpływają na przebieg zachodzących procesów glebotwórczych, a także takie, gdzie erozja powierzchniowa zmniejsza miąższość gleby i powoduje, że skała macierzysta znajduje się w bezpośrednim kontakcie z poziomem powierzchniowym.